# Isabel Barnard
Isabel Barnard (* 25. September 1995 in Amsterdam) ist eine niederländische Handballspielerin im Hallen- und Beachhandball. Im Beachhandball ist sie niederländische Nationalspielerin.

## Persönliches und Engagement
Barnard studierte von 2014 bis 2019 Psychologie an der Universiteit van Amsterdam; 2017 erwarb sie ihren Bachelor-Grad in Psychologie, 2019 ihren Master-Grad in Sport- und Leistungspsychologie. Sie arbeitet seit 2020 als Beraterin bei der Umweltbehörde des Nordseekanalgebiets in Zaandam.
Bei den Olympischen Jugendspielen 2018 in Buenos Aires fungierte Barnard als Teil des TalentTeamNL als Bindeglied zwischen dem Bildungsprogramm des IOC und den Athleten und Trainern.

## Hallenhandball
Isabel Barnard spielt für den Verein SV Westsite aus Amsterdam in der Eerste divisie, der zweiten niederländischen Liga.

## Beachhandball
Auch im Beachhandball spielt Isabel Barnard auf der linken Seite und meist als Angreiferin für den Westsite Amsterdam, der hier zu den niederländischen Spitzenmannschaften zählt. 2017 und 2018 war sie mit der Mannschaft niederländische Meisterin. Abgesehen von der Unterbrechung durch die COVID-19-Pandemie im Ausfalljahr 2020 konnte sie sich mit ihrer Mannschaft seit 2014 bis 2021 in jedem Jahr für die EBT Finals der besten Mannschaften bei Turnieren der EBT-Tour qualifizieren. 2014 wurde sie Neunte, 2015 Sechste, 2016 Vierte, 2017 Dritte, 2018 Zweite, 2019 Dritte und 2021 erneut Zweite. 2018 wurde sie zur besten Spielerin des Finalturniers gewählt. Als nationale Meisterinnen startete Barnard 2017 und 2018 und zudem beim EHF Beach Handball Champions Cup. 2017 unterlag sie mit ihrer Mannschaft erst im Finale Club Balamano Playa Algeciras aus Spanien, 2018 erreichte sie mit Westsite den fünften Platz.
Erste internationale Meisterschaft für Barnard waren die Europameisterschaften 2015 in Lloret de Mar, als die Niederlande das erste Mal seit 2008 wieder eine Nationalmannschaft zu einer EM entsandten. Nach einem Sieg gegen die Außenseiter aus Montenegro verloren die Niederländerinnen knapp im Shootout gegen Norwegen. Es folgte ein Sieg über die Spitzenmannschaft Kroatien, eine Niederlage gegen die Ukraine sowie zum Abschluss der Vorrunde zwei Siegen gegen Spanien und Schweden. Gegen Kroatien, die Ukraine und Spanien war Barnard erfolgreichste niederländische Scorerin. Als Gruppendritte zogen die Niederländerinnen in die Hauptrunde ein, wo Russland und Polen geschlagen wurden. Auch gegen Polen war Barnard beste Werferin ihrer Mannschaft. Als Gruppenerste zogen sie damit in das Viertelfinale ein. Dort unterlagen sie im Shootout Italien, mit zehn erzielten Punkten traf Barnard wieder am häufigsten. Die weiteren beiden Platzierungsspiele gegen Russland und Polen wurden gewonnen und verloren, damit schlossen die Niederländerinnen die EM als Siebte ab. Im letzten Spiel war sie mit 17 Punkten zum sechsten Mal im Verlauf des Turniers die beste Torschützin der Niederlande, ihrem persönlich besten Wert in einem Spiel des Turniers. Barnard kam in allen elf Spielen zum Einsatz und erzielte 108 Punkte. Damit war sie die beste Torschützin des Turniers und wurde Teil des All-Star-Teams.
2017 nahm Barnard am Jarun-See bei Zagreb erneut an Europameisterschaften teil. Das niederländische Team startete mit einem überzeugenden Sieg gegen Deutschland in das Turnier und gewann gegen Dänemark, Russland und Ungarn auch alle weiteren Spiele ihrer Vorrunde und zogen als Gruppenerste in die Hauptrunde. In den beiden ersten Spielen war sie jeweils beste Torschützin der Niederlande, im ersten gemeinsam mit Eefke ter Sluis, die in den beiden weiteren Spielen als einzige Niederländerin treffsicherer war. Auch in der Hauptrunde wurden alle vier Spiele gegen Italien, Frankreich, Griechenland und Norwegen gewonnen, Barnard war in allen vier Spielen zweitbeste Torschützin nach ter Sluis. Abgesehen von den beiden letzten Spielen waren alle Siege im Turnier bis dahin Zweisatz-Siege ohne Shootout. Ungeschlagen zogen die Niederländerinnen damit in das Viertelfinale gegen die Vierten der zweiten Hauptrunde, Polen, ein, und unterlagen diesen nach einem noch klar gewonnenen ersten Durchgang nach einem verlorenen zweiten Satz im Shootout. Danach verloren die Niederländerinnen auch die beiden folgende Platzierungsspiele nach zwei jeweils engen Sätzen im Shootout gegen Griechenland und Frankreich. Am Ende wurden die Niederländerinnen trotz des perfekten Starts nur Achte. Erneut kam Barnard in allen elf Spielen zum Einsatz und erzielte 103 Punkte.

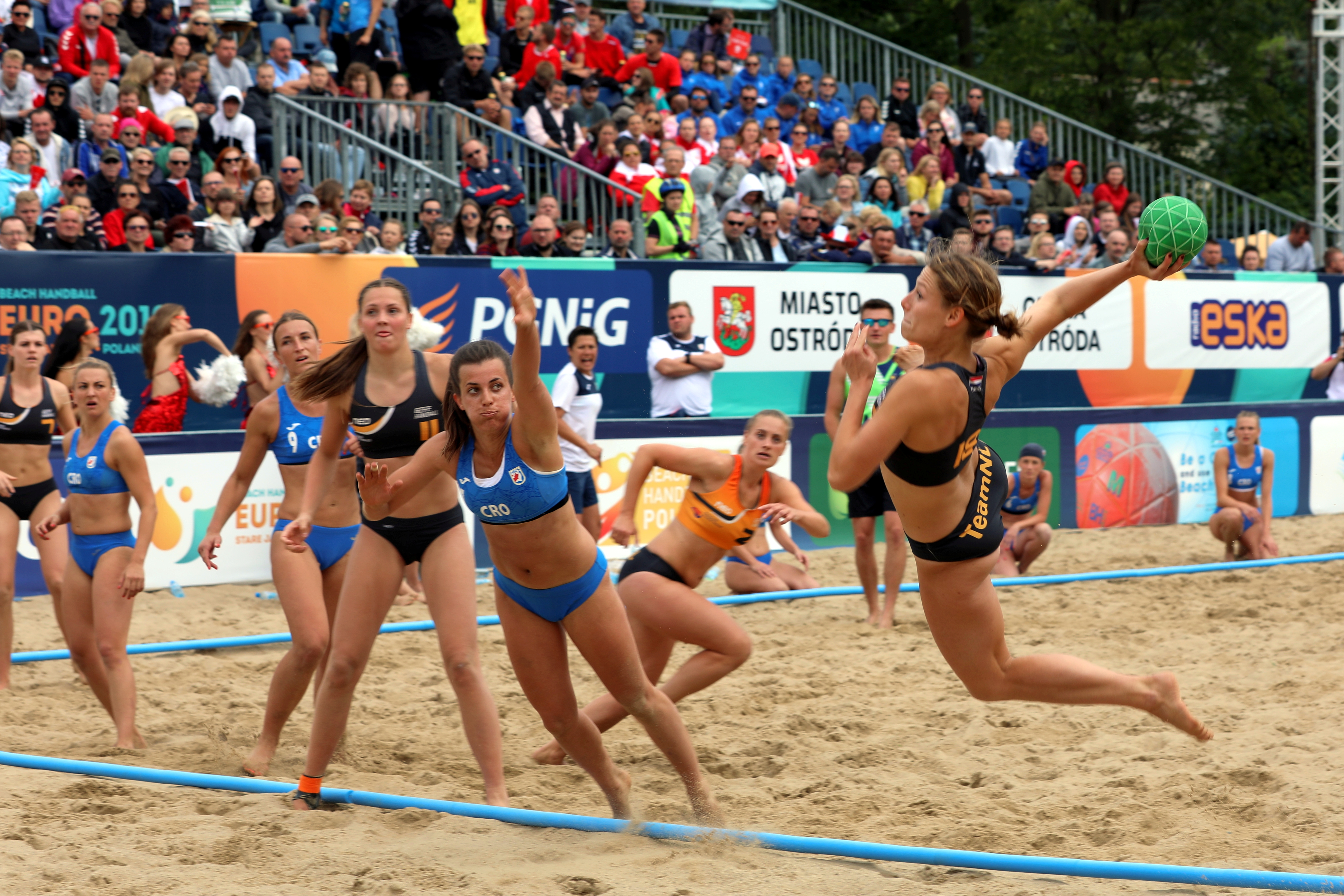
Barnard beim Torabschluss im Spiel um den dritten Platz bei der EM 2019, an dem Petra Dičak sie zu hindern versucht

Die Europameisterschaften 2019 in Stare Jabłonki, Polen, sollten besser verlaufen und den bis dahin größten Erfolg einer weiblichen Nationalmannschaft der Niederlande bei Europameisterschaften mit sich bringen. Mit Anna Buter und Marit van Ede in der Offensive, Amber van der Meij in der Defensive und Lisanne Bakker als Torhüterin verstärkte sich die erfahrene Mannschaft mit jungen Spielerinnen, die im Herbst zuvor erfolgreich bei den Olympischen Jugend-Sommerspiele 2018 in Buenos Aires gespielt hatten und als Viertplatzierte nur knapp eine Medaille verpasst hatten. In der Vorrunde besiegten die Niederländerinnen zunächst Rumänien und die Türkei; die Türkei trat ebenfalls mit der Olympiastarterin Dilek Yılmaz an. Gegen die Türkinnen war Barnard mit 12 erzielten Punkten gemeinsam mit Krista Mol beste Torschützin der Niederlande. Gegen Kroatien, das ebenfalls mit zwei Spielerinnen von den Olympischen Jugendspielen – Anja Vida Lukšić und Petra Lovrenčević – spielte, wurde im Shootout verloren. Es folgte ein Sieg im Shootout über Norwegen, bei dem Barnard 14 Punkte erzielte und dennoch nur zweitbeste Werferin hinter Buter mit 16 erzielten Punkten war. Hinter Norwegen zogen die „Oranjes“ als Zweitplatzierte ihrer Vorrundengruppe in die Hauptrunde ein. Das erste Spiel in der Hauptrunde war ein klarer Sieg über Polen und auch das folgende Spiel gegen die langjährigen Konkurrenten aus Ungarn – auch sie starteten mit fünf Spielerinnen der Olympischen Jugendspiele, Rebeka Benzsay, Csenge Braun, Gréta Hadfi, Réka Király und Gabriella Landi – wurde gewonnen. Nach dem abschließenden Sieg über Portugal zogen die Niederländerinnen als Zweitplatzierte der Hauptrunde hinter Kroatien in die Viertelfinalspiele ein, wo sie auf den amtierenden Weltmeister Griechenland trafen, das im Shootout besiegt wurde. Im Halbfinale kam es einmal mehr zum Duell mit Ungarn, das in zwei Sätzen verloren wurde. Im abschließenden Spiel um die Bronzemedaille wurde Kroatien dieses Mal geschlagen und vor allem im ersten Durchgang fast deklassiert. Barnard wurde wieder in allen zehn möglichen Spielen eingesetzt und erzielte 63 Punkte. Damit war sie nach Anna Buter und Krista Mol drittbeste Torschützin der Niederlande im Turnierverlauf.
Zum vierten Mal in Folge wurde Barnard auch für die Europameisterschaften 2021 in Warna, Bulgarien, nominiert. Damit ist sie neben den Schwestern Krista und Rianne Mol eine von nur drei Spielerinnen, die bei allen vier EM-Teilnahmen seit der Wiederaufstellung einer niederländischen Nationalmannschaft berufen wurde. Die Niederländerinnen konnten nicht ganz an die Erfolge des vorherigen Turniers anknüpfen. Die Vorrunde bestritten sie mit zwei Siegen über Portugal und Rumänien folgte eine Niederlage gegen die Überraschungsmannschaft aus Deutschland. gegen Rumänien war Barnard mit 16 erzielten Punkten beste Werferin, gegen Deutschland gemeinsam mit Lynn Klesser mit je zehn Punkten. Als Gruppenzweite zogen sie in die Hauptrunde ein, wo zunächst gegen Griechenland gewonnen wurde, wo Barnard mit 12 erzielten Punkten einmal mehr beste niederländische Torschützin war. Es folgten eine Niederlage gegen Polen und ein Sieg gegen Frankreich. Trotz zweier Niederlagen gelang als Gruppenzweite der souveräne Einzug in die Achtelfinals, wo die Niederländerinnen gegen Norwegen im Shootout verloren. Es folgten ein Sieg über Polen und eine Niederlage gegen Portugal in den Platzierungsspielen, womit die Niederlande wie schon 2017 Sechste wurden. Barnard spielte auch bei ihrer vierten Teilnahme alle möglichen neun Spiele und traf dabei zu 62 Punkten.

## Erfolge

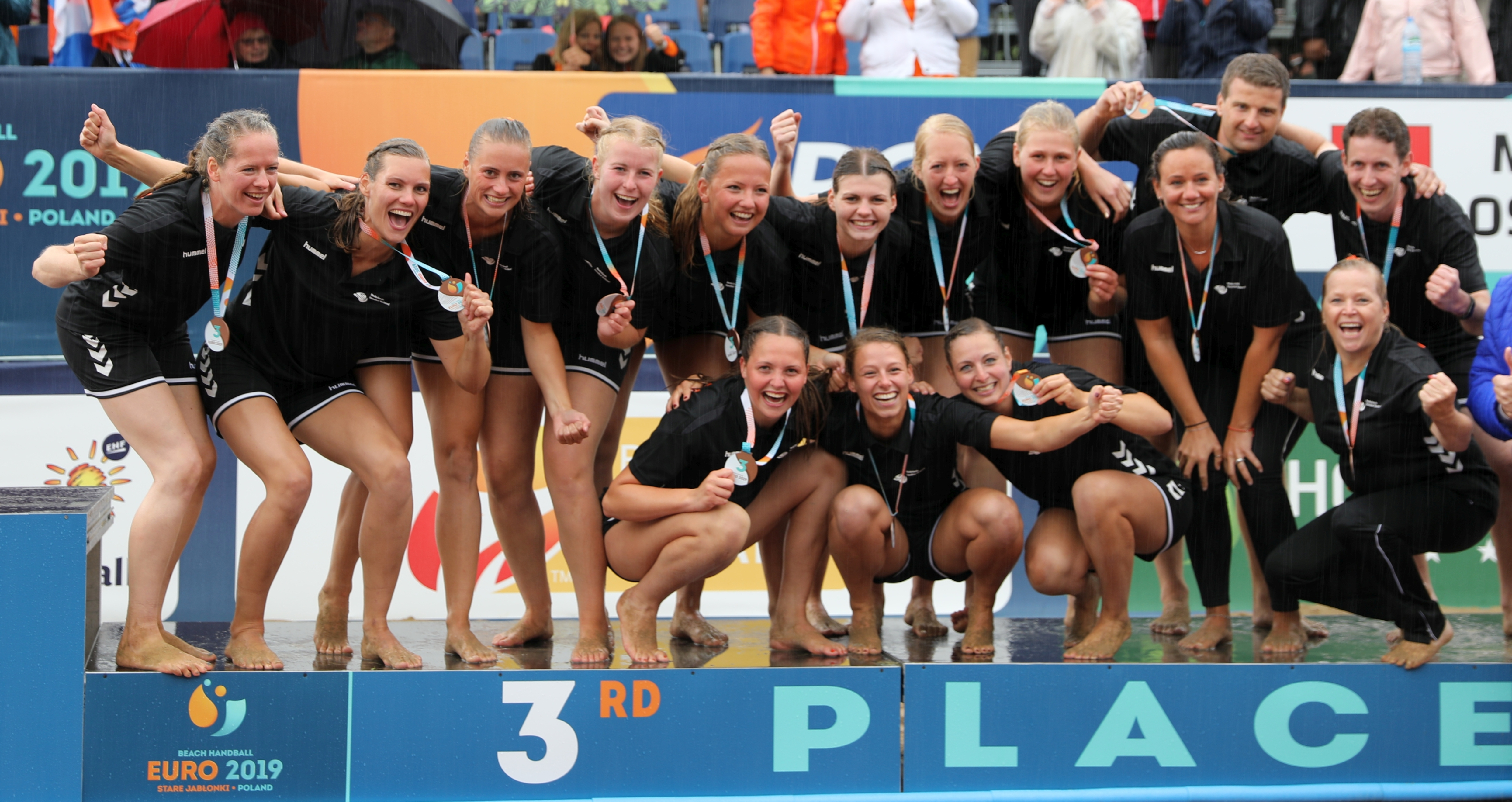
Das niederländische Team mit der Bronzemedaille bei den Europameisterschaften 2019

| Weltmeisterschaften im Beachhandball - 2022: Bronzemedaille Europameisterschaften im Beachhandball - 2019: Bronzemedaille Niederländische Meisterschaft im Beachhandball - 2017: Meisterin - 2018: Meisterin | Beach Handball Champions Cup - 2017: - 2018: 5. EBT-Finals - 2015: 6. - 2016: 4. - 2017: - 2018: - 2019: - 2021: | All-Star-Team - EM 2015 (beste Torschützin) - EBT-Tour 2018 (MVP) |

## Einzelbelege
1. ↑  Team DS1 | Westsite. Abgerufen am 29. September 2021 (niederländisch).
2. ↑  European Handball Federation - 2014 Women's European Beach Tour / ebt FINALS. Abgerufen am 29. September 2021 (englisch).
3. ↑  European Handball Federation - 2015 Women's European Beach Tour / ebt FINALS. Abgerufen am 29. September 2021 (englisch).
4. ↑  European Handball Federation - 2016 Women's European Beach Tour / ebt FINALS. Abgerufen am 29. September 2021 (englisch).
5. ↑  http://history.eurohandball.com/ebt/women/2017/round/1/ebt+FINALS
6. ↑  European Handball Federation - 2018 Women's European Beach Tour / Final Tournament. Abgerufen am 29. September 2021 (englisch).
7. ↑  European Handball Federation - 2019 Women's European Beach Tour / EBT Finals. Abgerufen am 29. September 2021 (englisch).
8. ↑  European Handball Federation - 2021 Women's European Beach Tour / Women's European Beach Tour Finals 2021. Abgerufen am 29. September 2021 (englisch).
9. ↑  Multichem Szentendrei and BM Playa Sevilla claim ebt titles. Abgerufen am 29. September 2021 (englisch).
10. ↑  European Handball Federation - 2017 Women's Beach Handball Champions Cup / Final Tournament. Abgerufen am 29. September 2021 (englisch).
11. ↑  European Handball Federation - 2018 Women's Beach Handball Champions Cup / Final Tournament. Abgerufen am 29. September 2021 (englisch).
12. ↑  European Handball Federation - 2015 Women's ECh Beach Handball / Final Tournament. Abgerufen am 17. November 2020 (englisch).
13. ↑  Rewind: The 2015 Beach Handball EURO. Abgerufen am 6. Juli 2021 (englisch).
14. ↑  European Handball Federation - 2017 Women's ECh Beach Handball / Final Tournament. Abgerufen am 12. Dezember 2020 (englisch).
Europsko prvenstvo u rukometu na pijesku - rezultati. Abgerufen am 12. Dezember 2020.
15. ↑  Claudia ter Wal verovert bronzen medaille op het EK | Handbalvereniging PCA Kwiek. Ehemals im Original (nicht mehr online verfügbar); abgerufen am 12. Dezember 2020. (Seite nicht mehr abrufbar. Suche in Webarchiven)
16. ↑  Oranje. Abgerufen am 29. Januar 2021 (niederländisch).
17. ↑  European Handball Federation - 2019 Women's ECh Beach Handball / Match Details. Abgerufen am 6. Juli 2020 (englisch).
18. ↑  European Handball Federation - 2019 Women's ECh Beach Handball / Match Details. Abgerufen am 6. Juli 2020 (englisch).
19. ↑  European Handball Federation - 2019 Women's ECh Beach Handball / Match Details. Abgerufen am 6. Juli 2020 (englisch).
20. ↑  European Handball Federation - 2019 Women's ECh Beach Handball / Match Details. Abgerufen am 6. Juli 2020 (englisch).
21. ↑  European Handball Federation - 2021 Women's ECh Beach Handball / Final Tournament. Abgerufen am 29. September 2021 (englisch).

| Personendaten    | Personendaten                     |
| ---------------- | --------------------------------- |
| NAME             | Barnard, Isabel                   |
| KURZBESCHREIBUNG | niederländische Handballspielerin |
| GEBURTSDATUM     | 25. September 1995                |
| GEBURTSORT       | Amsterdam                         |